# Wildtierbestand in Lesotho
Der Wildtierbestand in Lesotho ist, aufgrund der geographischen Größe des Landes und der relativ hohen Bevölkerungsdichte und damit verbundenen Begleiterscheinungen wie der Entwaldung, heutzutage sehr begrenzt.

## Bestand
Lesotho ist Heimat von mindestens 63 Säugetier- und 315–360 Vogelarten. Hinzu kommen 40 Reptilien- und 19 Amphibienarten. Zahlreiche größere Wildtierarten, darunter unter anderem der Löwe, Gepard, Steppenzebra, Hartebeest, Springbock, Blauducker, Blessbock und Großriedbock sowie Eland sind ausgestorben.
Nachstehend der Bestand von ausgewählten Wildtierarten in Lesotho.
| Foto | Tierart       | Bestand                                 | Jahr und Quelle |
| ---- | ------------- | --------------------------------------- | --------------- |
|      | Bärenpavian   | vorhanden Zahl unbekannt                | 2008            |
|      | Bergriedbock  | vorhanden Zahl unbekannt                | 2008            |
|      | Braune Hyäne  | vorhanden Zahl unbekannt                | 2014            |
|      | Klippspringer | vorhanden Zahl unbekannt                | 2016            |
|      | Kronenducker  | vorhanden in geringer Zahl              | 2016            |
|      | Leopard       | möglicherweise vorhanden Zahl unbekannt | 2015            |
|      | Oribi         | vorhanden Zahl unbekannt                | 2016            |
|      | Rehantilope   | >200                                    | 1986            |